# الکیوزار
الکیوزار (به اسپانیایی: Alquézar) یک شهرستان در اسپانیا است که در آراگون واقع شده‌است.

## خصوصیات
الکیوزار ۳۲٫۳۶ کیلومترمربع مساحت و ۳۰۱ نفر جمعیت دارد و ۶۶۰ متر بالاتر از سطح دریا واقع شده‌است.